# Sturmozetes longisetus
Sturmozetes longisetus är en kvalsterart som först beskrevs av P. Balogh 1989.  Sturmozetes longisetus ingår i släktet Sturmozetes och familjen Microzetidae. Inga underarter finns listade i Catalogue of Life.